# Et rigtigt Mandfolk
Et rigtigt Mandfolk er en amerikansk stumfilm fra 1920 af John G. Adolfi.

## Medvirkende
- Georges Carpentier som Henri D'Alour
- Faire Binney som Dorothy Stoner
- Florence Billings som Mrs. Stoner
- Downing Clarke som Mr. Stoner
- Cecil Owen som Mr. Robbins
- Robert Barrat som Alan Gardner
- William Halligan som Bubbles
- Pat Hartigan som Monroe
- John Burkell